# Hà Quỳnh Như
Hà Quỳnh Như (sinh ngày 3 tháng 9 năm 2004 tại Nghệ An) là một ca sĩ người Việt Nam, hát nhạc dân ca mang âm hưởng dân ca, dân ca ví, giặm Nghệ Tĩnh.
Quỳnh Như bắt đầu nổi danh từ khi tham gia và đạt giải 3 chương trình Thần tượng tương lai năm thứ 1, tham gia chương trình Nhạc hội quê hương và mới đây nhất Quỳnh Như đã đạt quán quân Giọng hát việt nhí 2018.

## Cuộc đời và sự nghiệp

### 2004 - 2015: Cuộc sống và sự nghiệp đầu đời
Hà Quỳnh Như sinh năm 2004, hiện nay đang sống tại xóm 3, xã Phúc Thành, huyện Yên Thành, tỉnh Nghệ An. Quỳnh Như là con gái duy nhất trong gia đình có mẹ là Trần Thị Hường và bố là Hà Văn Ý. Sinh ra trong một gia đình làm nông, gia cảnh còn nhiều khó khăn. Nhưng khi biết năng khiếu của con, bố mẹ vẫn nỗ lực để em bước tiếp niềm đam mê. Với năng khiếu bẩm sinh và niềm đam mê ca hát từ nhỏ, từ lúc 3 tuổi, Quỳnh Như đã được mẹ đưa đến Câu lạc bộ dân ca xã Phúc Thành. Nghe mẹ cùng mọi người hát các làn điệu dân ca ví giặm, Quỳnh Như cũng nghêu ngao hát theo với tất cả niềm say mê, hồn nhiên, đáng yêu của mình. Đến lúc 5 tuổi em đã hát được bài “Một khúc tâm tình người Hà Tĩnh”.
Quỳnh Như là thành viên nhỏ tuổi nhất của Câu lạc bộ dân ca xã Phúc Thành, đã nhiều lần cùng CLB tham gia Hội diễn văn nghệ tại địa phương,
Ở địa phương,Quỳnh Như không chỉ hoạt động trong CLB dân ca của xã mà còn tham gia khá nhiều chương trình của các ban, ngành trong huyện, như biểu diễn trong các hội thi, hội  nghị, chương trình từ  thiện…
Năm 2015, Quỳnh Như từng ra Hà Nội biểu diễn trong chương trình “Vui Tết Trung thu”.
Cũng trong năm này, Quỳnh Như đạt giải Nhì 2 môn Tiếng Anh và Toán kỳ thi học sinh giỏi huyện Yên Thành.
Mùa hè năm 2015, Quỳnh Như đã tham gia lớp bồi dưỡng kỹ năng hát dân ca, câu lạc bộ dân ca ví, giặm Nghệ Tĩnh. “Chồi Xanh” của NSND Hồng Lựu nhằm ươm mầm cho các tài năng triển vọng tương lai vào năm 2015.

### 2016
Lúc này Quỳnh Như đang là học sinh lớp 7A Trường THCS Phúc Thành (Yên Thành) đã được mọi người biết đến tài năng về dân ca, ví giặm.
Tham gia Liên hoan tiếng hát làng Sen, Quỳnh Như đạt giải A (giải Nhất) với tiết mục “Quê lúa Yên Thành”.
Tháng 10 năm 2016 Trong Liên hoan dân ca ví giặm liên tỉnh Nghệ An - Hà Tĩnh, Quỳnh Như đạt giải B (giải Nhì) với tiết mục “Cõi bờ trong tiếng mẹ ru” .
Ngày 12 tháng 11 năm 2016, Quỳnh Như tham gia biểu diễn 2 tiết mục là “Thập Ân Phụ Mẫu” và “Phụ tử tình thâm” cùng NSND Hồng Lựu và câu lạc bộ “Chồi Xanh” trong chương trình “Ân tình ví giặm” của Hội đồng hương Nghệ Tĩnh được tổ chức tại Trung tâm Hội nghị Quốc gia Việt Nam.

### Danh sách bài hát
Cũng sau chương trình này, Quỳnh Như đã trở thành "Thần tượng" của đông đảo người hâm mộ
- Quê lúa Yên Thành[6]
- Cõi bờ trong tiếng mẹ ru[7]

### 2017
Năm 2017, Quỳnh Như tham gia cuộc thi Thần tượng tương lai. Đến với Thần tượng tương lai là cả một quá trình khó khăn vất vả của Quỳnh Như và mẹ khi kinh tế còn khó khăn, bố đi làm xa không đồng hành cùng mẹ con được.Chính vì đó cũng là niềm động lực để Quỳnh Như thể hiện tốt trong cuộc thi và đã đạt được giải 3.

Tham gia Thần tượng tương lai
Năm 2017, lần đầu tiên đứng trên sân khấu lớn Thần tượng tương lai mùa thứ 1, Với giọng hát da diết và sâu lắng Hà Quỳnh Như đã để lại ấn tượng đầu tiên trong lòng khán giả với ca khúc Về Hà Tĩnh Người Ơi, và được các giám khảo hết lời khen ngợi. Với sở trường hát dân ca ví, giặm, Quỳnh Như mang đến một màu sắc hoàn toàn mới, chưa từng thấy trong bất cứ các chương trình tìm kiếm tài năng ca hát từ trước đến nay.
Nghe Quỳnh Như hát Về Hà Tĩnh người ơi, Giận mà thương, Hà Tĩnh quê mình, Một khúc tâm tình người Hà Tĩnh... nhiều khán giả, đặc biệt là người dân xứ Nghệ không khỏi xúc động, nhớ về quê hương và tuổi thơ. Suốt cuộc thi, em cũng nhận nhiều lời khen từ ban giám khảo chuyên môn.
Kết thúc chương trình với giải 3 chương trình Thần tượng tương lai là một thành công lớn với Quỳnh Như. Với giải thưởng 50 triệu đồng, Quỳnh Như phần nào giúp gia đình, phần còn lại cô bé xin mẹ được dành tặng những bệnh nhân nghèo ở Bệnh viện Hữu nghị Đa khoa Nghệ An.
Cũng sau chương trình này, Quỳnh Như đã trở thành "Thần tượng" của đông đảo người hâm mộ.

### Danh sách bài hát
| Tập             | Ngày phát sóng | Bài hát                         | Tác giả                       | Thể hiện                   | Ghi chú                      |
| --------------- | -------------- | ------------------------------- | ----------------------------- | -------------------------- | ---------------------------- |
| Tập 2           | 18/03/2017     | Về Hà Tĩnh người ơi             | Xuân Thủy                     | Hà Quỳnh Như               | [ 12 ]                       |
| Tập 7           | 22/04/2017     | Về quê                          | Phó Đức Phương                | Hà Quỳnh Như-Linh Phương   | Vòng song đấu                |
| Tập 8           | 29/04/2017     | Một khúc tâm tình người Hà Tĩnh | Nguyễn Văn Tý                 | Hà Quỳnh Như               | [ 14 ]                       |
| Tập 11          | 20/05/2017     | Dáng đứng Bến Tre               | Nguyễn Văn Tý                 | Hà Quỳnh Như               |                              |
| Tập 13          | 03/06/2017     | Giận mà thương                  | Nguyễn Trung Phong - Vi Phong | Hà Quỳnh Như               |                              |
| Tập 14 - Phần 1 | 10/06/2017     | Thập ân Phụ Mẫu                 | Dân ca Nghệ Tĩnh              | Hà Quỳnh Như-NSND Hồng Lựu |                              |
| Tập 14 - Phần 2 | 10/06/2017     | Người đi xây hồ Kẻ Gỗ           | Nguyễn Văn Tý                 | Hà Quỳnh Như-Quang Diễn    | Song ca                      |
| Tập 16          | 24/06/2017     | Lời mẹ hát                      | An Ninh                       | Hà Quỳnh Như               | Vòng bán kết                 |
| Tập 17 - Phần 1 | 01/07/2017     | Hà Tĩnh quê mình                | Ngọc Thịnh                    | Hà Quỳnh Như               | Vòng chung kết (Đạt giải ba) |
| Tập 17 - Phần 2 | 01/07/2017     | Lời quê                         | Ngọc Thịnh                    | Hà Quỳnh Như               | Vòng chung kết (Đạt giải ba) |

#### Đánh giá
- NSND Thu Hiền khen "Cháu hát bà rất xúc động, bà có thể cảm nhận được từng lời từng chữ viết về quê hương và hát rất có nhạc cảm"
- Ca sĩ Quang Linh: "Con hát tình cảm, từng trải y như NSND Thu Hiền rựa! Khó tính như bà Thu Hiền mà phải vỗ tay cho con từng câu một"
- Ca sĩ Cẩm Ly: cũng hết lợi khen ngợi Hà Quỳnh Như "giọng hát con rất tình trong từng câu từng chữ", bên cạnh đó là "cách nhả chữ vô cùng điêu luyện, phong thái ung dung và rất có hồn."

Tham gia Nhạc hội quê hương

Cũng trong năm này, Quỳnh Như còn tham gia chương trình Nhạc hội quê hương

### Danh sách bài hát
| Tập    | Ngày phát sóng | Bài hát                             | Tác giả                                              | Thể hiện                                  |
| ------ | -------------- | ----------------------------------- | ---------------------------------------------------- | ----------------------------------------- |
| Tập 2  | 18/06/2017     | Tình yêu trên dòng sông quan họ     | Phan Lạc Hoa                                         | Hà Quỳnh Như                              |
| Tập 2  | 18/06/2017     | Về Quê                              | Phó Đức Phương                                       | Hà Quỳnh Như - Lệ Ngọc                    |
| Tập 4  | 02/07/2017     | LK Hồn quê - Mời anh về thăm quê em | Thanh Sơn - Thùy Linh                                | Quỳnh Như, Kim Chi, Khánh An, Linh Phương |
| Tập 5  | 09/07/2017     | Neo đậu bến quê                     | An Thuyên                                            | Hà Quỳnh Như                              |
| Tập 8  | 30/07/2017     | Trở về dòng sông tuổi thơ           | Hoàng Hiệp                                           | Hà Quỳnh Như                              |
| Tập 11 | 20/08/2017     | Áo mới Cà Mau                       | Thanh Sơn                                            | Hà Quỳnh Như                              |
| Tập 13 | 02/09/2017     | Điệu ví dặm là em                   | Quốc Nam                                             | Hà Quỳnh Như                              |
| Tập 14 | 09/09/2017     | Giận mà thương                      | Nguyễn Trung Phong                                   | Hà Quỳnh Như                              |
| Tập 15 | 16/09/2017     | LK quê hương - Miền Tây quê tôi     | Nhạc: Giáp Văn Thạch, Thơ: Đỗ Minh Quân-Cao Minh Thu | Hà Quỳnh Như - Nghi Đình                  |
| Tập 16 | 23/09/2017     | Mẹ yêu con                          | Nguyễn Văn Tý                                        | Hà Quỳnh Như                              |
| Tập 17 | 01/10/2017     | Chân Quê                            | Nhạc: Trung Đức - Thơ: Nguyễn Bính                   | Hà Quỳnh Như                              |
| Tập 20 | 22/10/2017     | Câu đợi câu chờ                     | Ngọc Thịnh                                           | Hà Quỳnh Như                              |

### 2018 - nay
Tham gia Giọng hát Việt nhí
Năm 2018, Hà Quỳnh Như tham gia chương trình Giọng hát Việt nhí mùa thứ 6. Xuất hiện lần đầu tại vòng Giấu mặt Quỳnh Như đã gây ấn tượng cho 6 HLV và khán giả bằng ca khúc tiếng Anh “A Moment Like This ”  với giọng hát dày kỹ thuật và dạt dào tình cảm.
Tiết mục Giấu mặt của Quỳnh Như “A Moment Like This ”  cũng liên tục thăng hạng Youtube Trending khi lọt vào top 10 Tab tịnh hành trong thời gian ngắn. Mặc dù sở trường là thể loại dân ca Ví, Giặm nhưng Hà Quỳnh Như cho biết tham gia chương trình với mục đích thử thách bản thân, nên cô bé đã lựa chọn ca khúc tiếng Anh “A Moment Like This ” .
Sau vòng thi Giấu mặt, Quỳnh Như đã lựa chọn về đội HLV dày dạn kinh nghiệm là đội Hồ Hoài Anh-Lưu Hương Giang. Trong chương trình này lần đầu tiên Hà Quỳnh Như đã thử sức với các thể loại như nhạc ballad, dân ca đương đại, tiếng Anh, dân ca tây bắc,...
Trải qua các vòng thi từ vòng Giấu mặt, vòng Đối đầu, vòng Trình diễn. Trong đêm chung kết diễn ra vào tối 29/12, Quỳnh Như có phần trình diễn ấn tượng ca khúc “Trên đỉnh Phù Vân”, một sáng tác của nhạc sĩ Phó Đức Phương mang âm hưởng dân gian đương đại.Đây là ca khúc khó, đòi hỏi kỹ thuật cao, thế nhưng Quỳnh Như đã phô được giọng hát nội lực, với những quãng ngân cao cùng thần thái ma mị. Và với bài hát “Tết Xuân" một sáng tác của Hồ Hoài Anh, Quỳnh Như cùng hai vị HLV của mình đã mang đến cho khán giả một phần trình diễn nhẹ nhàng, sâu lắng đi vào lòng người trong sự tán thưởng không dứt. Với phần thể hiện ở đêm chung kết, cũng như xét trên toàn bộ cuộc thi Quỳnh Như đã thể hiện được sự nỗ lực, bản lĩnh và tài năng của mình để trở thành tân quán quân Giọng hát Việt nhí mùa thứ 6 một cách xứng đáng nhất.
Chia sẻ niềm vui sau đêm chung kết, Quỳnh Như cho biết: “Con rất vui mừng khi giành được giải quán quân, đây là nguồn động viên để con nỗ lực hơn nữa trong thời gian tới. Con xin gửi lời cảm ơn tới huấn luyện viên, người thân và khán giả đã đồng hành cùng con trong suốt thời gian qua”.
Sau cuộc thi này, Quỳnh Như sẽ về quê  tập trung cho việc học tập, chuẩn bị cho kỳ thi học kỳ đang đến. Quán quân giọng hát Việt nhí 2018 cho biết thêm “Hôm nào thi xong, con sẽ tổ chức một đêm nhạc thiện nguyện tại xã Phúc Thành, huyện Yên Thành với sự tham gia của nhiều nghệ sĩ, ca sĩ nhí trong và ngoài tỉnh. Số tiền quên góp được tại đêm nhạc sẽ dành tặng các gia đình hoàn cảnh và những học sinh nghèo tại quê hương”. Dự định sắp tới, Quỳnh Như khẳng định sẽ tiếp tục ca hát, nhưng vẫn ưu tiên cho việc học. Quỳnh Như tâm sự sẽ tiếp tục theo đuổi dòng nhạc mang âm hưởng dân gian vì tự thấy mình phù hợp với thể loại nhạc này.
Ngày 4 tháng 1 năm 2019, Quỳnh Như tham gia biểu diễn tại chương trình trao quà từ thiện “Tết ấm tình quê hương” lần thứ 3 cho những người bị bệnh hiểm nghèo, học sinh có hoàn cảnh đặc biệt khó khăn và người già neo đơn được tổ chức tại huyện Yên Thành, Nghệ An.
Mới đây nhất, ngày 17 tháng 1 năm 2019, Quỳnh Như cùng với sự tham gia của NSND Hồng Lựu, đoàn dân ca Nghệ An, các bé trong CLB “Chồi xanh”, các ca sĩ khách mời cùng các bé từ cuộc thi Giọng hát Việt nhí vừa qua và UBND xã Phúc Thành. Đã tổ chức đêm nhạc thiện nguyện “Sưởi ấm mùa đông” nhằm ủng hộ những gia đình nghèo, bệnh nhân, những trẻ em có hoàn cảnh khó khăn tại địa phương.

### Danh sách bài hát
| Tập    | Ngày phát sóng | Bài hát                                           | Tác giả                          | Thể hiện                                | Ghi chú                               |
| ------ | -------------- | ------------------------------------------------- | -------------------------------- | --------------------------------------- | ------------------------------------- |
| Tập 1  | 08/09/2018     | A Moment Like This                                | John Reid-Jorgen Elofsson        | Hà Quỳnh Như                            | Vòng giấu mặt                         |
| Tập 8  | 10/11/2018     | Inh lả ơi - Xôn xang mênh mang cao nguyên Đắk Lắk | Dân ca Thái - Nguyễn Cường       | Quỳnh Như, Viết Học, Thanh Hằng         | Vòng đối đầu                          |
| Tập 11 | 01/12/2018     | Cha và con gái                                    | Nguyễn Văn Chung                 | Hà Quỳnh Như                            | Vòng trình diễn-Liveshow 3            |
| Tập 12 | 08/12/2018     | Hôm nay tôi buồn                                  | Phùng Khánh Linh                 | Hà Quỳnh Như                            | Vòng trình diễn-Liveshow 4            |
| Tập 13 | 15/12/2018     | Giữa Mạc Tư Khoa nghe câu hò ví dặm               | Trần Hoàn                        | Hà Quỳnh Như                            | Vòng trình diễn-Liveshow 5            |
| Tập 14 | 22/12/2018     | Chuồn chuồn ớt - Ra ngõ mà yêu                    | Lê Minh Sơn - Trần Tiến          | Hà Quỳnh Như                            | Vòng trình diễn-Liveshow 6            |
| Tập 14 | 22/12/2018     | Huyền thoại mẹ - Công cha nghĩa mẹ                | Trịnh Công Sơn - Thích Minh Giới | Quỳnh Như, Phương Trúc, NSƯT Hồng Thắm  | Vòng song ca với khách mời-Liveshow 6 |
| Tập 15 | 29/12/2018     | Trên đỉnh Phù Vân                                 | Phó Đức Phương                   | Hà Quỳnh Như                            | Vòng chung kết-Liveshow 7-Quán quân   |
| Tập 15 | 29/12/2018     | Tết xuân                                          | Hồ Hoài Anh                      | Quỳnh Như, Hồ Hoài Anh, Lưu Hương Giang | Vòng chung kết-Liveshow 7-Quán quân   |

### Danh sách các clip MV âm nhạc
| Bài hát              | Ngày phát sóng | Tác giả                            | Thể hiện     | Sản xuất                        | Ghi chú                      |
| -------------------- | -------------- | ---------------------------------- | ------------ | ------------------------------- | ---------------------------- |
| Sa mưa giông         | 07/08/2017     | Bắc Sơn                            | Hà Quỳnh Như | Điền Quân Media & Entertainment | Kênh Youtube: DIEN QUAN Kids |
| Chiếc áo bà ba       | 17/08/2017     | Trần Thiện Thanh                   | Hà Quỳnh Như | Điền Quân Media & Entertainment | Kênh Youtube: DIEN QUAN Kids |
| Hoa cau vườn trầu    | 31/08/2017     | Nguyễn Tiến                        | Hà Quỳnh Như | Điền Quân Media & Entertainment | Kênh Youtube: DIEN QUAN Kids |
| Quê hương 3 miền     | 28/09/2017     | Minh Châu                          | Hà Quỳnh Như | Điền Quân Media & Entertainment | Kênh Youtube: DIEN QUAN Kids |
| Ai ra xứ Huế         | 12/10/2017     | Duy Khánh                          | Hà Quỳnh Như | Điền Quân Media & Entertainment | Kênh Youtube: DIEN QUAN Kids |
| Mưa trên quê hương   | 26/10/2017     | Minh Châu                          | Hà Quỳnh Như | Điền Quân Media & Entertainment | Kênh Youtube: DIEN QUAN Kids |
| Làng quan họ quê tôi | 06/11/2017     | Nguyễn Trọng Tạo                   | Hà Quỳnh Như | Điền Quân Media & Entertainment | Kênh Youtube: DIEN QUAN Kids |
| Giọng Nghệ tìm về    | 15/03/2019     | Thơ:Nguyễn Trọng Tạo Nhạc:Xuân Hoà | Hà Quỳnh Như | Q Media                         | Kênh Youtube: Hà Quỳnh Như   |